# Società Sportiva Juventus 1940-1941
Questa pagina raccoglie i dati riguardanti la Società Sportiva Juventus nelle competizioni ufficiali della stagione 1940-1941.

## Stagione
Nella stagione 1940-1941 la Juventus Trapani disputò il campionato di Prima Divisione, raggiungendo il 7º posto. Le precarie condizioni economiche causate dalla guerra portarono ad un campionato sottotono con giocatori prevalentemente locali.
La stagione successiva il campionato fu sospeso a causa della invasione della Sicilia da parte degli Alleati nella Seconda guerra mondiale.

## Divise
Il colore sociale della Juventus Trapani è il verde.
| Casa |

## Rosa
| N. |                   | Ruolo | Calciatore      |
| -- | ----------------- | ----- | --------------- |
| 1  | Italia (bandiera) | P     | Dino Chiarpotto |
| 2  | Italia (bandiera) | D     | Caiumi          |
| 3  | Italia (bandiera) | D     | Cavallucci      |
| 4  | Italia (bandiera) | D     | Bordi           |
| 5  | Italia (bandiera) | D     | Raimondo Massa  |
| 6  | Italia (bandiera) | C     | Cardile         |
| 7  | Italia (bandiera) | C     | Gelsomino       |
| 8  | Italia (bandiera) | C     | Bigiardi        |

| N. |                   | Ruolo | Calciatore           |
| -- | ----------------- | ----- | -------------------- |
| 9  | Italia (bandiera) | A     | Ciravolo             |
| 10 | Italia (bandiera) | A     | Salvatore Giliberti  |
| 11 | Italia (bandiera) | A     | Lovara               |
|    | Italia (bandiera) | D     | Francesco Di Trapani |
|    | Italia (bandiera) | D     | Enzo Basciano        |
|    | Italia (bandiera) | D     | Vito Bertini         |
|    | Italia (bandiera) | C     | Cernigliaro          |
|    | Italia (bandiera) | C     | Umberto Saura        |